# خرم (نبات)
الخُرَّم أو إكليل الحقل (باللاتينية: Agrostemma) جنس نباتي سام ينتمي إلى الفصيلة القرنفلية.

## من أنواعه
- خرم الحنطة (باللاتينية: Agrostemma githago)
- الخرم قصير الفصوص (باللاتينية: Agrostemma brachyloba)
- الخرم النحيل (باللاتينية: Agrostemma gracile)

## مرادفات للاسم العلمي
- (باللاتينية: Githago (Adans.) Belli)